# Romain Briatte
Pour les articles homonymes, voir Briatte.

a Compétitions nationales et continentales officielles uniquement.

b Matchs officiels uniquement.
Dernière mise à jour le 15 juillet 2024.
Romain Briatte, né le 18 février 1993 à Riom (Puy-de-Dôme), est un joueur international français de rugby à XV jouant au poste de troisième ligne aile avec le Stade français depuis 2021.

## Biographie

### Jeunesse et formation
Romain Briatte commence le rugby à XV à l'âge de cinq ans dans sa ville natale, à Riom. Il commence à jouer au rugby au poste de demi-d'ouverture avant d'être rapidement replacé en troisième ligne.
Il rejoint ensuite l'ASM Clermont en 2006, âgé de treize ans. Il y joue dans toutes les catégories d'âge jusqu'en espoirs, intégrant le centre de formation du club. Après huit ans passé au club, il quitte son club formateur pour rejoindre le Stade aurillacois en 2014.

### Débuts professionnels au Stade aurillacois (2014-2018)
Romain Briatte signe son premier contrat professionnel lors de la saison 2014-2015. Il joue le premier match de sa carrière avec Aurillac le 13 septembre 2014 face au CS Bourgoin-Jallieu lors de la quatrième journée de Pro D2. Il entre en cours de jeu et joue quatorze minutes. La saison suivante, il inscrit son premier essai lors de la victoire de son équipe 31 à 5 contre l'US Montauban. Il s'impose rapidement comme l'un des cadres de l'équipe et devient le capitaine d'Aurillac.
À l'issue de la saison 2017-2018, après quatre ans passés en Pro D2 dans le Cantal, il quitte le Stade aurillacois.

### SU Agen (2018-2021)
En 2018, Romain Briatte rejoint le SU Agen qui cherchait un troisième ligne pour compenser le départ d'Antoine Erbani. Cela lui permet désormais de pouvoir jouer en Top 14. Après un an et demi passé à Agen, il est courtisé par le RC Toulon mais préfère prolonger son contrat de deux saisons supplémentaires, privilégiant son temps de jeu. Gagnant de plus en plus d'importance, Briatte va ensuite devenir le capitaine du SU Agen et l'un des favoris du public.
Durant la saison 2020-2021, le SU Agen est en grande difficulté sportive. Romain Briatte souhaitait rester en Top 14 et avait donc une clause de départ en cas de descente en Pro D2. À la fin de la saison, son club est relégué, sans aucune victoire en championnat. Malgré une offre de prolongation de son contrat, il décide de quitter le club.

### Stade français (depuis 2021)
Romain Briatte rejoint le Stade français en 2021 en signant un contrat de deux ans. Pour sa première saison, il devient rapidement l'un des joueurs les plus utilisés par le staff de Gonzalo Quesada, avec vingt-et-une feuilles de match, dont dix-neuf titularisations. Cependant, il se blesse aux adducteurs ce qui met fin à sa première saison avec le Stade français. Il s'intègre rapidement à Paris est devient l'un des leaders de son équipe. Il est notamment désigné comme l'un des capitaines de la touche.
Durant la saison 2023-2024, le Stade français termine à la deuxième place du classement général et atteint les demi-finales du Top 14. Avec vingt-quatre matchs joués et quatre essais marqués, Romain Briatte est l'un des joueurs les plus importants de son équipe. À l'issue de la saison, il est retenu pour la première fois de sa carrière en équipe de France, à trente-et-un ans, pour la tournée estivale en Amérique du Sud,. Le 10 juillet 2024, il joue sous le maillot national face à l'Uruguay, dans une rencontre non capée disputée par l'équipe de France développement. Trois jours plus tard, il connaît sa première cape internationale contre l'Argentine.

## Statistiques

### En club
| Saison               | Club                 | Championnat   | Championnat | Championnat | Compétititons de l'EPCR                | Compétititons de l'EPCR                | Compétititons de l'EPCR                |
| Saison               | Club                 | Compétition   | Matchs      | Essais      | Compétition                            | Matchs                                 | Essais                                 |
| -------------------- | -------------------- | ------------- | ----------- | ----------- | -------------------------------------- | -------------------------------------- | -------------------------------------- |
| 2014-2015            | Stade aurillacois    | Pro D2        | 11          | -           | Pas de qualification en Coupe d'Europe | Pas de qualification en Coupe d'Europe | Pas de qualification en Coupe d'Europe |
| 2015-2016            | Stade aurillacois    | Pro D2        | 16          | 2           | Pas de qualification en Coupe d'Europe | Pas de qualification en Coupe d'Europe | Pas de qualification en Coupe d'Europe |
| 2016-2017            | Stade aurillacois    | Pro D2        | 23          | -           | Pas de qualification en Coupe d'Europe | Pas de qualification en Coupe d'Europe | Pas de qualification en Coupe d'Europe |
| 2017-2018            | Stade aurillacois    | Pro D2        | 18          | 4           | Pas de qualification en Coupe d'Europe | Pas de qualification en Coupe d'Europe | Pas de qualification en Coupe d'Europe |
| Total Aurillac       | Total Aurillac       | Pro D2        | 68          | 6           |                                        |                                        |                                        |
| 2018-2019            | SU Agen              | Top 14        | 14          | 1           | Challenge européen                     | 3                                      | -                                      |
| 2019-2020            | SU Agen              | Top 14        | 11          | -           | Challenge européen                     | 4                                      | -                                      |
| 2020-2021            | SU Agen              | Top 14        | 19          | -           | Challenge européen                     | 1                                      | -                                      |
| Total Agen           | Total Agen           | Top 14        | 44          | 1           | Challenge européen                     | 8                                      | 0                                      |
| 2021-2022            | Stade français       | Top 14        | 18          | -           | Coupe d'Europe                         | 3                                      | -                                      |
| 2022-2023            | Stade français       | Top 14        | 22          | 3           | Challenge Cup                          | -                                      | -                                      |
| 2023-2024            | Stade français       | Top 14        | 23          | 4           | Champions Cup                          | 1                                      | -                                      |
| Total Stade français | Total Stade français | Top 14        | 63          | 7           | Compétitions EPCR                      | 4                                      | 0                                      |
| Total                | Total                | Pro D2/Top 14 | 175         | 14          | Compétitions EPCR                      | 12                                     | 0                                      |

### En équipe nationale
Au 15 juillet 2024, Romain Briatte compte 1 cape en équipe de France, dont 0 en tant que titulaire, depuis le 13 juillet 2024 contre l'Argentine.
| Année | Compétition   | Matchs | Points | Essais |
| ----- | ------------- | ------ | ------ | ------ |
| 2024  | Tournée d'été | 1      | -      | -      |
| Total | Total         | 1      | 0      | 0      |

## Palmarès
Néant